# Kołczewko
Kołczewko – część wsi Kołczewo w Polsce, położona w województwie zachodniopomorskim, w powiecie kamieńskim, w gminie Wolin.
W latach 1975–1998 Kołczewko administracyjnie należało do województwa szczecińskiego.
W 2007 roku ówczesny przysiółek Kołczewko przyłączono do wsi Kołczewo